# José Reis Borges
José António Borja Santos dos Reis Borges, mais conhecido como José Reis Borges (Praia, Cabo Verde, 28 de Novembro de 1933 - Lisboa, 10 de Setembro de 2006), foi um político e engenheiro português. Foi deputado, e exerceu como conselheiro de Obras Públicas e Transportes, e como presidente do Conselho Superior de Obras Públicas e Transportes. Destacou-se por ter defendido a instalação do novo aeroporto de Lisboa em Rio Frio em vez da Ota, em meados da década de 2000.

## Biografia
Nasceu em 28 de Novembro de 1933.
Ficou conhecido pela sua ligação aos transportes em território português, principalmente o aéreo. Entre 1998 e 2004 foi presidente da Secção de Estradas, Caminhos de Ferro e Aeródromos, no Conselho Superior de Obras Públicas e Transportes. Nos princípios da década de 1990, participou num concurso para os estudos relativos à instalação de uma escola de pilotos, que a operadora TAP pretendia construir em Évora. Na sequência da apresentação pública para o projecto do Aeroporto da Ota, em Novembro de 2005, fez várias declarações à comunicação social, onde se assumiu como uma fonte independente do ponto de vista da engenharia sobre este tema, apesar da sua militância pelo Partido Socialista. Por exemplo, foi um dos primeiros a criticar a validade de um estudo de impacto ambiental que tinha sido feito por uma universidade para o governo socialista, e insinuou abertamente que existiam motivos ulteriores para a opção de Rio Frio ter sido rejeitada pelos estudos ambientais, e a insistência em instalar o futuro aeroporto de Lisboa na Ota. O próprio avançou a teoria de que esta escolha tinha sido causada pela intenção de urbanizar a zona de Rio Frio. Segundo uma entrevista que deu ao programa Portugal Diário, «Foi engendrada a questão ambiental, com a alegação de que a União Europeia não financiaria parte do projecto». Reis Borges classificou a opção da Ota como «um bebé coxo e raquítico», e recordou que aquela localização tinha sido rejeitada até pelos militares, tendo sido palco de «variadíssimos incidentes [...] e um trágico acidente, a Julho de 1955». Reis Borges referiu-se ao desastre que ocorreu na Serra do Carvalho, que envolveu aviões F-84 da Força Aérea Portuguesa, e no qual faleceram oito pilotos. Terá sido causado pelo nevoeiro, o que Reis Borges considerou como exemplo das más condições metereológicas naquela zona. Explicou igualmente que existiam outros motivos de ordem técnica e de segurança para não fazer o aeroporto na Ota, incluindo a proximidade da Serra de Montejunto, que impedia o uso das duas pistas em simultâneo, de forma independente. Além disso, afirmou que «Rio Frio é cem milhões de contos mais barato», segundo as informações presentes nos estudos que foram encomendados pela empresa NAER, e que foram divulgados durante o evento da apresentação do Novo Aeroporto de Lisboa, no final de 2005. Também criticou a circunstância que nenhum dos governos tinha pedido um modelo de risco de colisão para a Ota à NAV Portugal, entidade que era responsável pelo controlo do tráfego aéreo no país, e que não tenha sido pedido um parecer ao Instituto Nacional de Aviação Civil, que era a organização responsável pela certificação da infraestrutura. Em Abril de 2006, participou na conferência O novo Aeroporto Internacional de Lisboa: vantagens e desvantagens da sua localização na Ota, organizado pela Associação Portuguesa para o Desenvolvimento do Transporte Ferroviário. No Verão desse ano, por motivos de doença não pôde participar num debate organizado pela autarquia de Lisboa sobre o novo aeroporto, mas enviou um texto para ser lido durante o evento.
Envolveu-se igualmente no transporte ferroviário, tendo por exemplo sido um dos apoiantes da integração da engenharia e da mais-valia nacional, composta por consultores e empreiteiros, durante a discussão do programa para a introdução de comboios de alta velocidade em Portugal.
Tornou-se militante do Partido Socialista em 1975, e entre 1977 e 1982 liderou a banca socialista da Assembleia Municipal de Lisboa. Exerceu como deputado à Assembleia da República entre 1983 e 1985, durante a III Legislatura da Terceira República Portuguesa, tendo sido eleito pelo círculo de Lisboa.
Faleceu em 10 de Setembro de 2006.